# Dans i Kina

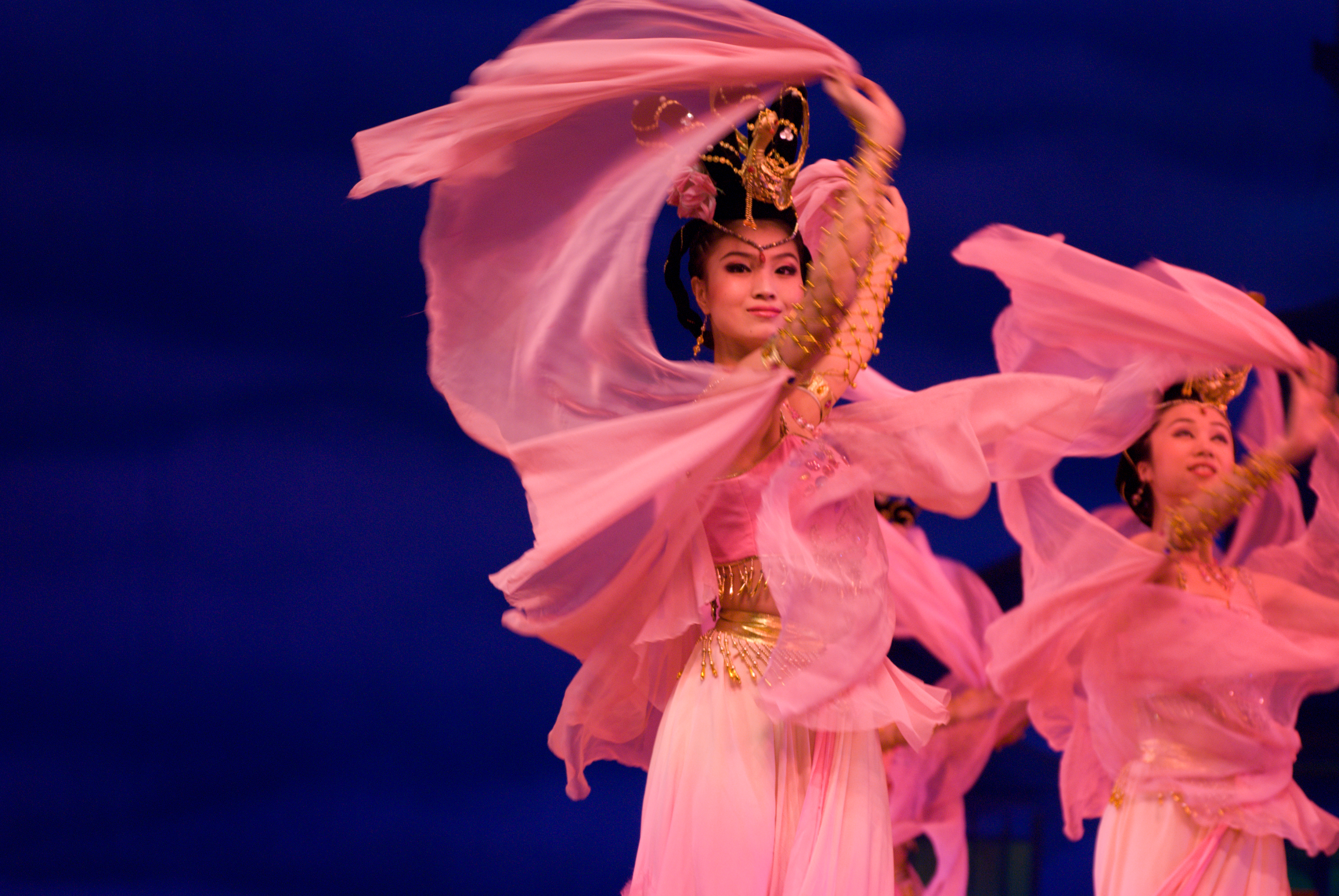
En kinesisk dansare.

Dans i Kina är en mycket bred konstform, bestående av många moderna och traditionella dansgenrer.